# Бериславићи
Бериславићи су били племићка породица из Пожешке жупаније, наводно пореклом од бана Борића .

## Историја
Према породичном предању, предак породице био је босански бан Борић, који је владао од 1154. до око 1167. године.  Породица је била најистакнутија током друге половине 15. и прве половине 16. века. Чланови породице служили су као јајачки банови и титуларни деспоти Србије.  

## Значајни чланови
- Фрањо Бериславић (умро 1517.), јајачки бан између 1494. и 1495. и од 1499. до 1503. [4]
- Иваниш Бериславић (умро 1514),  српски деспот  (1503-1514), и јајачки бан од 1511. до 1513. [5]
- Бартол Бериславић, јајачки бан 1507.
- Стјепан Бериславић (умро 1535.), српски деспот, од 1520. до смрти 1535. године.